# Lars Konieczny
Lars Konieczny (* 9. Januar 1962 in Bochum) ist  ein deutscher Kognitionswissenschaftler. Er lehrt als Dozent und Akademischer Rat an der Albert-Ludwigs-Universität Freiburg als C2-Professor am Institut für Informatik und Gesellschaft in der Abteilung Kognitionswissenschaft.

## Leben
Konieczny studierte Philosophie, Psychologie und Linguistik in Bochum und Mannheim. Er erwarb sein Diplom in Psychologie 1990 an der Ruhr-Universität Bochum und wechselte danach an die Universität Freiburg, wo er 1996 promovierte. Danach war er tätig an der Universität Saarbrücken. Im Jahr 2004 beendete er seine Habilitation an der Uni Freiburg.
Seine Forschungsschwerpunkte sind die theoretische, empirische und Computerlinguistik. Seine Forschungen auf dem Gebiet des Visual-World-Paradigmas sind einige der wenigen, die sich mit der Deutschen Sprache beschäftigen. Ferner beschäftigte er sich mit Kognitiver Modellierung, u. a. mit der Kognitiven Architektur ACT-R, aber auch in konnektionistischen Netzwerken.

## Veröffentlichungen
- Barbara Hemforth, Lars Konieczny: Sätze und Texte verstehen und produzieren. In: J. Müsseler, W. Prinz (Hrsg.): Allgemeine Psychologie. Spektrum Akademischer Verlag, Heidelberg 2002, ISBN 3-8274-1128-9.
- Locality and parsing complexity. In: Journal of Psycholinguistic Research. Band 29, Nr. 6, 2000, S. 627–645.
- Barbara Hemforth, Lars Konieczny: German sentence processing. Kluwer Academic Press, Dordrecht 2000, ISBN 0-7923-6104-0.